# Taking Chances
Taking Chances  là album phòng thu thứ 23 và cũng là album tiếng Anh thứ mười của ca sĩ người Canada Celine Dion, phát hành ngày 7 tháng 11 năm 2007 bởi Columbia Records. Đây là album phòng thu tiếng Anh đầu tiên của Dion sau ba năm kể từ Miracle (2004), và sau gần 5 năm kể từ khi cô bắt đầu loạt đêm nhạc lưu trú A New Day... (2003-2007) tại Las Vegas. Taking Chances là một bản thu âm pop kết hợp với những âm hưởng của rock và R&B, trong đó nữ ca sĩ hợp tác với một loạt nhà sản xuất khác nhau, như John Shanks, Linda Perry, Ben Moody, David Hodges, Kristian Lundin, Ne-Yo, Chuck Harmony, Tricky Stewart, David A. Stewart, Kara DioGuardi, Emanuel Kiriakou, Anders Bagge, Peer Åström, Aldo Nova, Christopher Neil và Guy Roche. Ngoài ra, cô cũng hát lại "Alone" của i-Ten, "New Dawn" của Perry và "Right Next to the Right One" của Tim Christensen.
Sau khi phát hành, Taking Chances đa phần nhận được những phản ứng trái chiều từ các nhà phê bình âm nhạc, trong đó họ nhắm đến thời lượng quá dài của album nhưng đánh giá cao việc Dion kết hợp với những nhà sản xuất đương đại, đồng thời gọi đây là tác phẩm tiếng Anh tốt nhất của cô kể từ A New Day Has Come (2002). Album cũng gặt hái những thành công lớn về mặt thương mại, đứng đầu các bảng xếp hạng tại Canada và Thụy Sĩ, đồng thời lọt vào top 10 ở hầu hết nhiều quốc gia khác, bao gồm vươn đến top 5 ở những thị trường lớn như Áo, Đan Mạch, Hà Lan, Pháp, Đức, Ý, New Zealand và Vương quốc Anh. Đĩa nhạc ra mắt ở vị trí thứ ba trên bảng xếp hạng Billboard 200 tại Hoa Kỳ với 215,000 bản, trở thành album thứ chín của Dion vươn đến top 10 tại đây. Tính đến nay, Taking Chances đã bán được hơn ba triệu bản trên toàn thế giới.
Bốn đĩa đơn đã được phát hành từ Taking Chances. Bài hát chủ đề được chọn làm đĩa đơn mở đường và lọt vào top 10 ở Canada và nhiều quốc gia Châu Âu, trong khi ba bài hát khác nhau được chọn làm đĩa đơn thứ hai tùy theo mỗi khu vực: "Eyes on Me" tại Vương quốc Anh, "A World to Believe In" tại Nhật Bản và "Alone" tại Bắc Mỹ. Để quảng bá album, Dion xuất hiện và trình diễn trên nhiều chương trình truyền hình và lễ trao giải lớn, như The Ellen DeGeneres Show, The Oprah Winfrey Show, Wetten, dass..?, giải thưởng Âm nhạc Mỹ năm 2007 và giải thưởng Âm nhạc Thế giới năm 2007, cũng như thực hiện chương trình truyền hình đặc biệt That's Just the Woman in Me. Ngoài ra, cô cũng thực hiện chuyến lưu diễn thế giới đầu tiên sau chín năm Taking Chances World Tour (2008-09), và trở thành một trong những chuyến lưu diễn có doanh thu cao nhất thập niên 2000.

## Danh sách bài hát
| Taking Chances – Phiên bản tiêu chuẩn | Taking Chances – Phiên bản tiêu chuẩn | Taking Chances – Phiên bản tiêu chuẩn           | Taking Chances – Phiên bản tiêu chuẩn | Taking Chances – Phiên bản tiêu chuẩn |
| STT                                   | Nhan đề                               | Sáng tác                                        | Sản xuất                              | Thời lượng                            |
| ------------------------------------- | ------------------------------------- | ----------------------------------------------- | ------------------------------------- | ------------------------------------- |
| 1.                                    | "Taking Chances"                      | Kara DioGuardi David A. Stewart                 | John Shanks                           | 4:02                                  |
| 2.                                    | "Alone"                               | Billy Steinberg Tom Kelly                       | Ben Moody                             | 3:23                                  |
| 3.                                    | "Eyes on Me"                          | Kristian Lundin Savan Kotecha Delta Goodrem     | Lundin                                | 3:54                                  |
| 4.                                    | "My Love"                             | Linda Perry                                     | Perry                                 | 4:09                                  |
| 5.                                    | "Shadow of Love"                      | Anders Bagge Aldo Nova Peter Sjöström           | Shanks                                | 4:10                                  |
| 6.                                    | "Surprise Surprise"                   | DioGuardi Martin Harrington Ash Howes           | Emanuel Kiriakou DioGuardi            | 5:13                                  |
| 7.                                    | "This Time"                           | David Hodges Moody Steven McMorran              | Moody Hodges                          | 3:46                                  |
| 8.                                    | "New Dawn"                            | Perry                                           | Perry                                 | 4:45                                  |
| 9.                                    | "A Song for You"                      | Bagge Nova Robert Wells                         | Bagge                                 | 3:26                                  |
| 10.                                   | "A World to Believe In"               | Tino Izzo Rosanna Ciciola                       | Shanks                                | 4:08                                  |
| 11.                                   | "Can't Fight the Feelin'"             | Nova                                            | Shanks Nova                           | 3:51                                  |
| 12.                                   | "I Got Nothin' Left"                  | Shaffer Smith Chuck Harmony                     | Harmony Ne-Yo [a]                     | 4:19                                  |
| 13.                                   | "Right Next to the Right One"         | Tim Christensen                                 | Christopher Neil                      | 4:10                                  |
| 14.                                   | "Fade Away"                           | Peer Åström David Stenmarck Nova                | Åström                                | 3:16                                  |
| 15.                                   | "That's Just the Woman in Me"         | Kimberley Rew                                   | Shanks                                | 4:33                                  |
| 16.                                   | "Skies of L.A."                       | Christopher Stewart Terius Nash Thaddis Harrell | Tricky Stewart Kuk Harrell [b]        | 4:23                                  |
| Tổng thời lượng:                      | Tổng thời lượng:                      | Tổng thời lượng:                                | Tổng thời lượng:                      | 65:28                                 |

| Taking Chances – Phiên bản nhạc số (bản nhạc bổ sung) | Taking Chances – Phiên bản nhạc số (bản nhạc bổ sung) | Taking Chances – Phiên bản nhạc số (bản nhạc bổ sung) | Taking Chances – Phiên bản nhạc số (bản nhạc bổ sung) | Taking Chances – Phiên bản nhạc số (bản nhạc bổ sung) |
| STT                                                   | Nhan đề                                               | Sáng tác                                              | Sản xuất                                              | Thời lượng                                            |
| ----------------------------------------------------- | ----------------------------------------------------- | ----------------------------------------------------- | ----------------------------------------------------- | ----------------------------------------------------- |
| 17.                                                   | "Map to My Heart"                                     | Guy Roche Shelly Peiken                               | Roche                                                 | 4:15                                                  |
| Tổng thời lượng:                                      | Tổng thời lượng:                                      | Tổng thời lượng:                                      | Tổng thời lượng:                                      | 69:43                                                 |

| Taking Chances – Phiên bản tại Nhật Bản (bản nhạc bổ sung) | Taking Chances – Phiên bản tại Nhật Bản (bản nhạc bổ sung) | Taking Chances – Phiên bản tại Nhật Bản (bản nhạc bổ sung) | Taking Chances – Phiên bản tại Nhật Bản (bản nhạc bổ sung) | Taking Chances – Phiên bản tại Nhật Bản (bản nhạc bổ sung) |
| STT                                                        | Nhan đề                                                    | Sáng tác                                                   | Sản xuất                                                   | Thời lượng                                                 |
| ---------------------------------------------------------- | ---------------------------------------------------------- | ---------------------------------------------------------- | ---------------------------------------------------------- | ---------------------------------------------------------- |
| 17.                                                        | "Map to My Heart"                                          | Roche Peiken                                               | Roche                                                      | 4:15                                                       |
| 18.                                                        | "The Reason I Go On"                                       | Christian Leuzzi Nova Anders Borgius                       | Moody                                                      | 3:42                                                       |
| Tổng thời lượng:                                           | Tổng thời lượng:                                           | Tổng thời lượng:                                           | Tổng thời lượng:                                           | 73:25                                                      |

| Taking Chances – Phiên bản nhạc số tại Pháp (bản nhạc bổ sung) | Taking Chances – Phiên bản nhạc số tại Pháp (bản nhạc bổ sung) | Taking Chances – Phiên bản nhạc số tại Pháp (bản nhạc bổ sung) | Taking Chances – Phiên bản nhạc số tại Pháp (bản nhạc bổ sung) | Taking Chances – Phiên bản nhạc số tại Pháp (bản nhạc bổ sung) |
| STT                                                            | Nhan đề                                                        | Sáng tác                                                       | Sản xuất                                                       | Thời lượng                                                     |
| -------------------------------------------------------------- | -------------------------------------------------------------- | -------------------------------------------------------------- | -------------------------------------------------------------- | -------------------------------------------------------------- |
| 17.                                                            | "Immensité"                                                    | Nina Bouraoui Jacques Veneruso                                 | Veneruso Patrick Hampartzoumian                                | 3:34                                                           |
| 18.                                                            | "Map to My Heart"                                              | Roche Peiken                                                   | Roche                                                          | 4:15                                                           |
| 19.                                                            | "Taking Chances" (i-Soul extended remix)                       | DioGuardi D. A. Stewart                                        | Shanks Vince Maria [c] Steve Fernandez [c]                     | 7:33                                                           |
| Tổng thời lượng:                                               | Tổng thời lượng:                                               | Tổng thời lượng:                                               | Tổng thời lượng:                                               | 80:50                                                          |

| Taking Chances – Phiên bản cao cấp (DVD kèm theo) | Taking Chances – Phiên bản cao cấp (DVD kèm theo)         | Taking Chances – Phiên bản cao cấp (DVD kèm theo)              | Taking Chances – Phiên bản cao cấp (DVD kèm theo) |
| STT                                               | Nhan đề                                                   | Sáng tác                                                       | Thời lượng                                        |
| ------------------------------------------------- | --------------------------------------------------------- | -------------------------------------------------------------- | ------------------------------------------------- |
| 1.                                                | "Bản xem trước độc quyền Live in Las Vegas: A New Day..." |                                                                | 8:24                                              |
| 2.                                                | "The Power of Love" (từ Live in Las Vegas: A New Day...)  | Gunther Mende Candy DeRouge Jennifer Rush Mary Susan Applegate | 3:45                                              |
| 3.                                                | "I Drove All Night" (từ Live in Las Vegas: A New Day...)  | Steinberg Tom Kelly                                            | 4:31                                              |
| 4.                                                | "I Surrender" (từ Live in Las Vegas: A New Day...)        | Louis Biancaniello Sam Watters                                 | 5:12                                              |
| 5.                                                | "I Wish" (từ Live in Las Vegas: A New Day...)             | Stevie Wonder                                                  | 4:13                                              |
| Tổng thời lượng:                                  | Tổng thời lượng:                                          | Tổng thời lượng:                                               | 26:05                                             |

| Taking Chances – Phiên bản tại Walmart (DVD kèm theo) | Taking Chances – Phiên bản tại Walmart (DVD kèm theo) | Taking Chances – Phiên bản tại Walmart (DVD kèm theo) | Taking Chances – Phiên bản tại Walmart (DVD kèm theo) |
| STT                                                   | Nhan đề                                               | Sáng tác                                              | Thời lượng                                            |
| ----------------------------------------------------- | ----------------------------------------------------- | ----------------------------------------------------- | ----------------------------------------------------- |
| 1.                                                    | "That's Just the Woman in Me" (buổi thu âm)           | Rew                                                   | 3:24                                                  |
| 2.                                                    | "Alone" (buổi thu âm)                                 | Steinberg Tom Kelly                                   | 8:11                                                  |
| 3.                                                    | "Eyes on Me" (buổi thu âm)                            | Lundin Kotecha Goodrem                                | 8:27                                                  |
| 4.                                                    | "A Song for You" (buổi thu âm)                        | Bagge Nova Wells                                      | 8:50                                                  |
| 5.                                                    | "Surprise Surprise" (buổi thu âm)                     | DioGuardi Harrington Howes                            | 5:44                                                  |
| 6.                                                    | "A World to Believe In" (buổi thu âm)                 | Izzo Ciciola                                          | 5:10                                                  |
| Tổng thời lượng:                                      | Tổng thời lượng:                                      | Tổng thời lượng:                                      | 39:46                                                 |

Ghi chú
- ^a  nghĩa là đồng sản xuất
- ^b  nghĩa là sản xuất giọng hát
- ^c  nghĩa là người phối lại

## Xếp hạng
| Bảng xếp hạng (2007)                     | Vị trí cao nhất |
| ---------------------------------------- | --------------- |
| Album Úc (ARIA)                          | 12              |
| Album Áo (Ö3 Austria)                    | 3               |
| Album Bỉ (Ultratop Vlaanderen)           | 7               |
| Album Bỉ (Ultratop Wallonie)             | 3               |
| Album Canada (Billboard)                 | 1               |
| Album Quốc tế Croatia (HDU)              | 8               |
| Album Cộng hòa Séc (ČNS IFPI)            | 17              |
| Album Đan Mạch (Hitlisten)               | 2               |
| Album Hà Lan (Album Top 100)             | 4               |
| Album Châu Âu (Billboard)                | 1               |
| Album Phần Lan (Suomen virallinen lista) | 13              |
| Album Pháp (SNEP)                        | 2               |
| Album Đức (Offizielle Top 100)           | 5               |
| Album Hy Lạp Quốc tế (IFPI)              | 2               |
| Album Hungaria (MAHASZ)                  | 12              |
| Album Ireland (IRMA)                     | 6               |
| Album Ý (FIMI)                           | 5               |
| Album Nhật Bản (Oricon)                  | 6               |
| Album Nhật Bản Quốc tế (Oricon)          | 2               |
| Album Mexico (Top 100 Mexico)            | 40              |
| Album New Zealand (RMNZ)                 | 4               |
| Album Na Uy (VG-lista)                   | 7               |
| Album Ba Lan (ZPAV)                      | 21              |
| Album Bồ Đào Nha (AFP)                   | 9               |
| Album Quebec (ADISQ)                     | 1               |
| Album Scotland (OCC)                     | 4               |
| Album Tây Ban Nha (PROMUSICAE)           | 8               |
| Album Thụy Điển (Sverigetopplistan)      | 8               |
| Album Thụy Sĩ (Schweizer Hitparade)      | 1               |
| Album Anh Quốc (OCC)                     | 5               |
| Album Hoa Kỳ Billboard 200               | 3               |

| Bảng xếp hạng (2007)  | Vị trí cao nhất |
| --------------------- | --------------- |
| Album Hàn Quốc (RIAK) | 7               |

| Bảng xếp hạng (2007)                             | Vị trí |
| ------------------------------------------------ | ------ |
| Album Úc (ARIA)                                  | 71     |
| Album Bỉ (Ultratop Flanders)                     | 98     |
| Album Bỉ (Ultratop Wallonia)                     | 51     |
| Album Canada (SoundScan)                         | 3      |
| Album Đan Mạch (Hitlisten)                       | 31     |
| Album Hà Lan (Album Top 100)                     | 45     |
| Album Phần Lan Quốc tế (Suomen virallinen lista) | 16     |
| Album Pháp (SNEP)                                | 52     |
| Album Ý (FIMI)                                   | 70     |
| Album Na Uy Mùa Giáng sinh (VG-lista)            | 15     |
| Album Thụy Điển (Sverigetopplistan)              | 72     |
| Album Thụy Sĩ (Schweizer Hitparade)              | 26     |
| Album Anh Quốc (OCC)                             | 52     |
| Album Toàn cầu (IFPI)                            | 19     |
| Bảng xếp hạng (2008)                             | Vị trí |
| Album Bỉ (Ultratop Flanders)                     | 45     |
| Album Bỉ (Ultratop Wallonia)                     | 42     |
| Album Canada (Billboard)                         | 1      |
| Album Croatia Quốc tế (IFPI)                     | 33     |
| Album Đan Mạch (Hitlisten)                       | 76     |
| Album Hà Lan (Album Top 100)                     | 98     |
| Album Châu Âu (Billboard)                        | 35     |
| Album Thụy Sĩ (Schweizer Hitparade)              | 76     |
| Hoa Kỳ Billboard 200                             | 34     |

| Bảng xếp hạng                    | Vị trí |
| -------------------------------- | ------ |
| Album Nghệ sĩ Canada (SoundScan) | 43     |

## Chứng nhận
| Quốc gia | Chứng nhận  | Số đơn vị/doanh số chứng nhận |
| --- | ----------- | ----------------------------- |
| Úc (ARIA) | Bạch kim    | 70.000^                       |
| Áo (IFPI Áo) | Vàng        | 10.000*                       |
| Bỉ (BEA) | Vàng        | 15.000*                       |
| Canada (Music Canada) | 4× Bạch kim | 400.000^                      |
| Đan Mạch (IFPI Đan Mạch) | Bạch kim    | 30.000^                       |
| Phần Lan (Musiikkituottajat) | —           | 11,516                        |
| Pháp (SNEP) | Vàng        | 150,000                       |
| Đức (BVMI) | Vàng        | 150.000‡                      |
| Hungary (Mahasz) | Vàng        | 3.000^                        |
| Ireland (IRMA) | 2× Bạch kim | 30.000^                       |
| Nhật Bản (RIAJ) | Vàng        | 100.000^                      |
| Hà Lan (NVPI) | Vàng        | 35.000^                       |
| New Zealand (RMNZ) | Vàng        | 7.500^                        |
| Ba Lan (ZPAV) | Vàng        | 10.000*                       |
| Nga (NFPF) | Vàng        | 10.000*                       |
| Singapore (RIAS) | Vàng        | 8,000                         |
| South Africa (RiSA) | 2× Bạch kim | 100,000                       |
| Hàn Quốc (KMCA) | —           | 3,199                         |
| Tây Ban Nha (PROMUSICAE) | Vàng        | 40.000^                       |
| Thụy Điển (GLF) | Vàng        | 20.000^                       |
| Thụy Sĩ (IFPI) | Bạch kim    | 30.000^                       |
| Anh Quốc (BPI) | Bạch kim    | 392,998                       |
| Hoa Kỳ (RIAA) | Bạch kim    | 1,100,000                     |
| Tổng hợp |             |                               |
| Toàn cầu | —           | 3,100,000                     |
| * Chứng nhận dựa theo doanh số tiêu thụ. ^ Chứng nhận dựa theo doanh số nhập hàng. ‡ Chứng nhận dựa theo doanh số tiêu thụ và phát trực tuyến. |             |                               |

## Lịch sử phát hành
| Khu vực  | Ngày              | Hãng đĩa | Định dạng       | Mã          |
| -------- | ----------------- | -------- | --------------- | ----------- |
| Nhật Bản | 7 tháng 11, 2007  | SMEJ     | CD              | EICP-875    |
| Châu Âu  | 9 tháng 11, 2007  | Columbia | CD              | 88697081142 |
| Châu Âu  | 9 tháng 11, 2007  | Columbia | CD/DVD          | 88697147842 |
| Úc       | 10 tháng 11, 2007 | Epic     | CD              | 88697081142 |
| Úc       | 10 tháng 11, 2007 | Epic     | CD/DVD          | 88697147842 |
| Hoa Kỳ   | 13 tháng 11, 2007 | Columbia | CD              | 88697081142 |
| Hoa Kỳ   | 13 tháng 11, 2007 | Columbia | CD/DVD          | 88697147842 |
| Hoa Kỳ   | 11 tháng 12, 2007 | Columbia | CD/DVD/Nước hoa | 88697147862 |
| Canada   | 13 tháng 11, 2007 | Columbia | CD              | 88697081142 |
| Canada   | 13 tháng 11, 2007 | Columbia | CD/DVD          | 88697147842 |
| Canada   | 11 tháng 12, 2007 | Columbia | CD/DVD/Nước hoa | 88697147862 |
| Châu Âu  | 8 tháng 2, 2008   | Columbia | CD/DVD/Nước hoa | 88697147862 |